# Descobriment de la ruta marítima a l'Índia

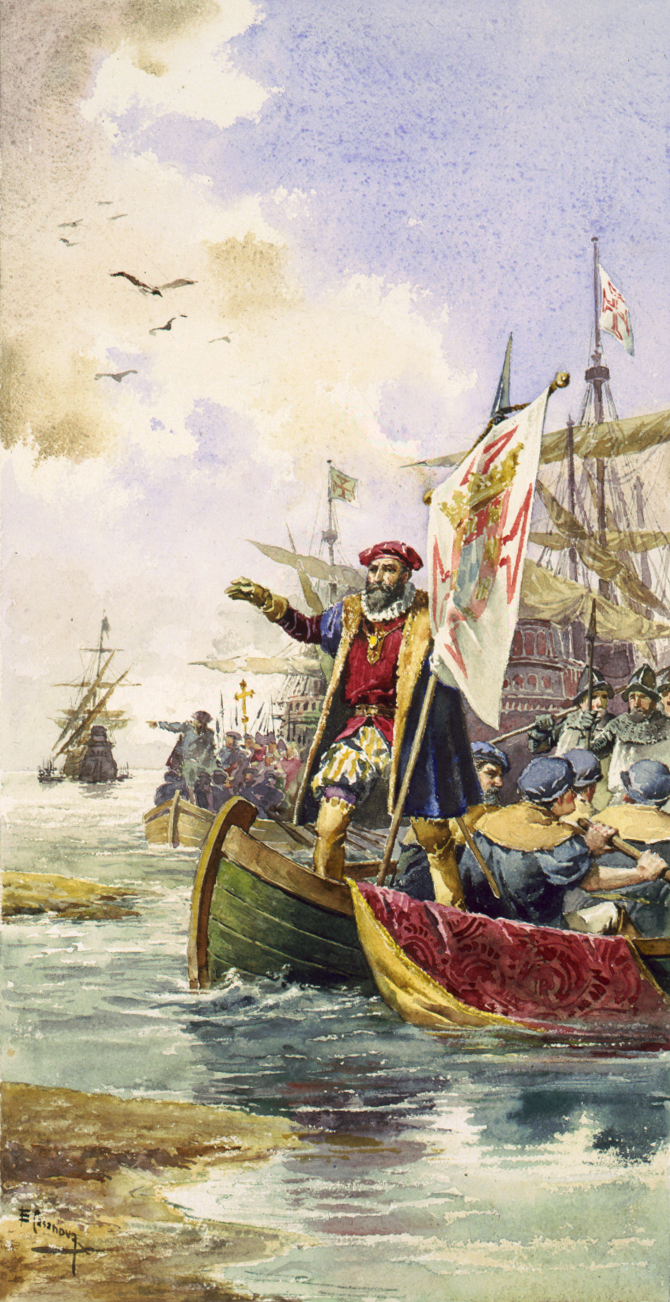
Pintura de Vasco da Gama en la seva arribada a l'Índia, portant la bandera emprada als Descobriments: Les armes de Portugal i la Creu de Crist, patrocinadors del moviment d'expansió iniciat per Enric el Navegant.

El descobriment de la ruta marítima a l'Índia des d'Europa i a través de l'oceà Atlàntic, tot circumnavegant Àfrica, el protagonitzà el navegant portuguès Vasco da Gama durant el regnat del rei Manuel I, entre 1497 i 1499. Aquest viatge fou una de les grans fites de l'era dels descobriments i va consolidar la presència marítima i comercial de Portugal a l'Àfrica i Àsia.

## Preparació del viatge
El projecte per trobar una ruta marítima a l'Índia va ser ideat per Joan II de Portugal com a mesura per reduir les despeses dels intercanvis comercials amb Àsia, en un intent de monopolitzar el comerç de les espècies. Amb una presència marítima cada vegada més sòlida per part de Portugal, Joan II anhelava el domini de les rutes comercials i l'expansió del seu regne, que començava a transformar-se en un imperi, però que després d'haver rebutjat el projecte de Cristòfor Colom i després del descobriment d'Amèrica per part de Castella, veia perillar els seus interessos malgrat els successius tractats d'Alcaçovas i Tordesillas. Tot i que Joan II va ser el principal promotor del projecte, l'empresa no seria realitzada durant el seu regnat, sinó durant el del seu successor Manuel I, el qual designaria a Vasco da Gama per aquesta expedició, mantenint en el possible el pla original del seu pare.
Amb tot, aquesta expedició no comptava amb el suport de la classe alta del regne, que en les Corts de Montemor-o-Novo de 1495 va manifestar de manera palesa la seva oposició a l'empresa. S'acontentaven amb el comerç amb la Guinea i Àfrica del Nord. A més, temien pel manteniment dels territoris d'ultramar, pel cost que implicava l'expedició i pel manteniment de les rutes marítimes que resultessin d'ella. Aquesta posició està personificada en l'obra Os Lusíadas, de Luís de Camões, en el personatge de Velho do Restelo, que s'oposa a embarcar-se en l'armada.
El rei Manuel I no participava de l'opinió de la noblesa i va mantenir el pla del seu pare Joan II. Va manar aparellar les naus i va escollir a Vasco da Gama per capitanejar l'expedició. Curiosament en el projecte original de Joan II era el pare de Vasco, Estêvão da Gama, el que havia de capitanejar l'expedició, però ja havia mort en les dates que es va preparar la flota.
El 8 de juliol de 1497 s'iniciava l'expedició que acabaria dos anys després amb l'entrada de la nau Bérrio a l'estuari del riu Tajo, portant la bona nova del descobriment.

## Antecedents
Les espècies eren considerades des de sempre com l'or de les Índies. La canyella, el gingebre i el pebre eren productes difícils d'obtenir i de preu elevat i pels quals sempre s'esperaven les caravanes o mercaders provinents d'Orient.
Després de la conquesta otomana de Constantinoble el 1455 la ruta terrestre de les espècies explotada principalment per les Repúbliques italianes de Gènova, Venècia i Pisa, es va tornar més complicada i finalment monopolitzada principalment per Gènova. Això va incitar a les potències europees a trobar una ruta marítima que evités les terres turques o els establiments genoveses. Així Castella va preparar la seva expedició a les Índies per la ruta de l'oest, cosa que li va permetre descobrir Amèrica, mentre Portugal va intentar trobar el seu propi camí cap a l'est. Per a la preparació de l'expedició es van realitzar amb anterioritat expedicions prèvies amb la finalitat de recollir informació sobre els regnes i possibles enemics o aliats.
La costa africana ja no era totalment desconeguda. S'havien realitzat diverses expedicions des de la duta a terme pel navegant Hannó de Cartago i la possible circumnavegació fenícia d'Àfrica. Les exploracions de la costa africana fins a Sierra Leona del príncep Enric el Navegant, i altres dutes a terme per altres mariners portuguesos o d'altres nacionalitats europees, com la duta a terme el 1291 pels germans genovesos Ugolino i Vandino Vivaldi i finançada per Teodosio Doria, i fins i tot les exploracions àrabs, sobretot centrades en la costa oriental del continent, havien llançat llum sobre la geografia africana i les rutes de navegació.

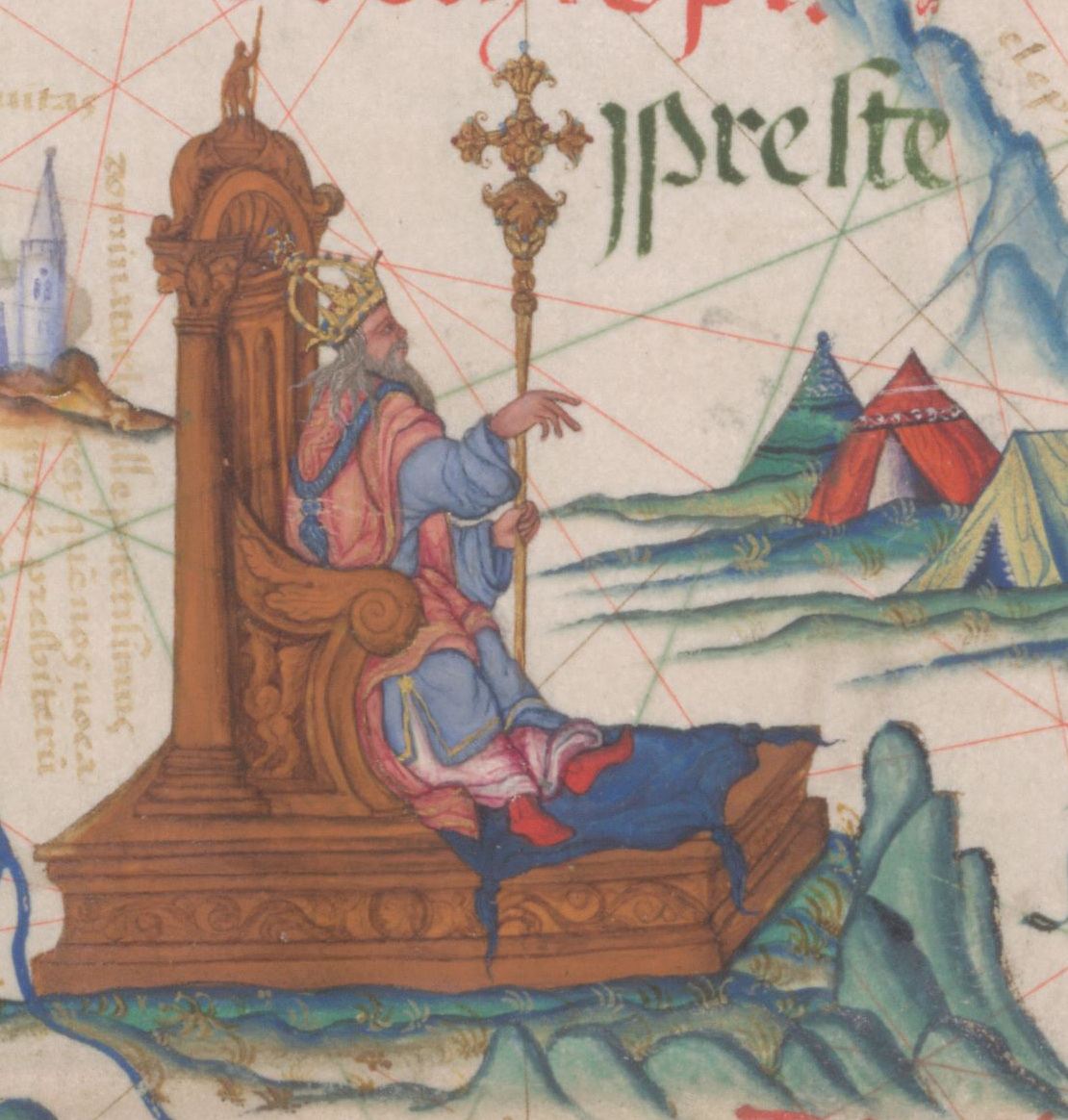
Abans de començar l'expedició Joan II de Portugal procurà informar-se del suposat regne del Preste Joan, un cristià que potser podria col·laborar amb els portuguesos.

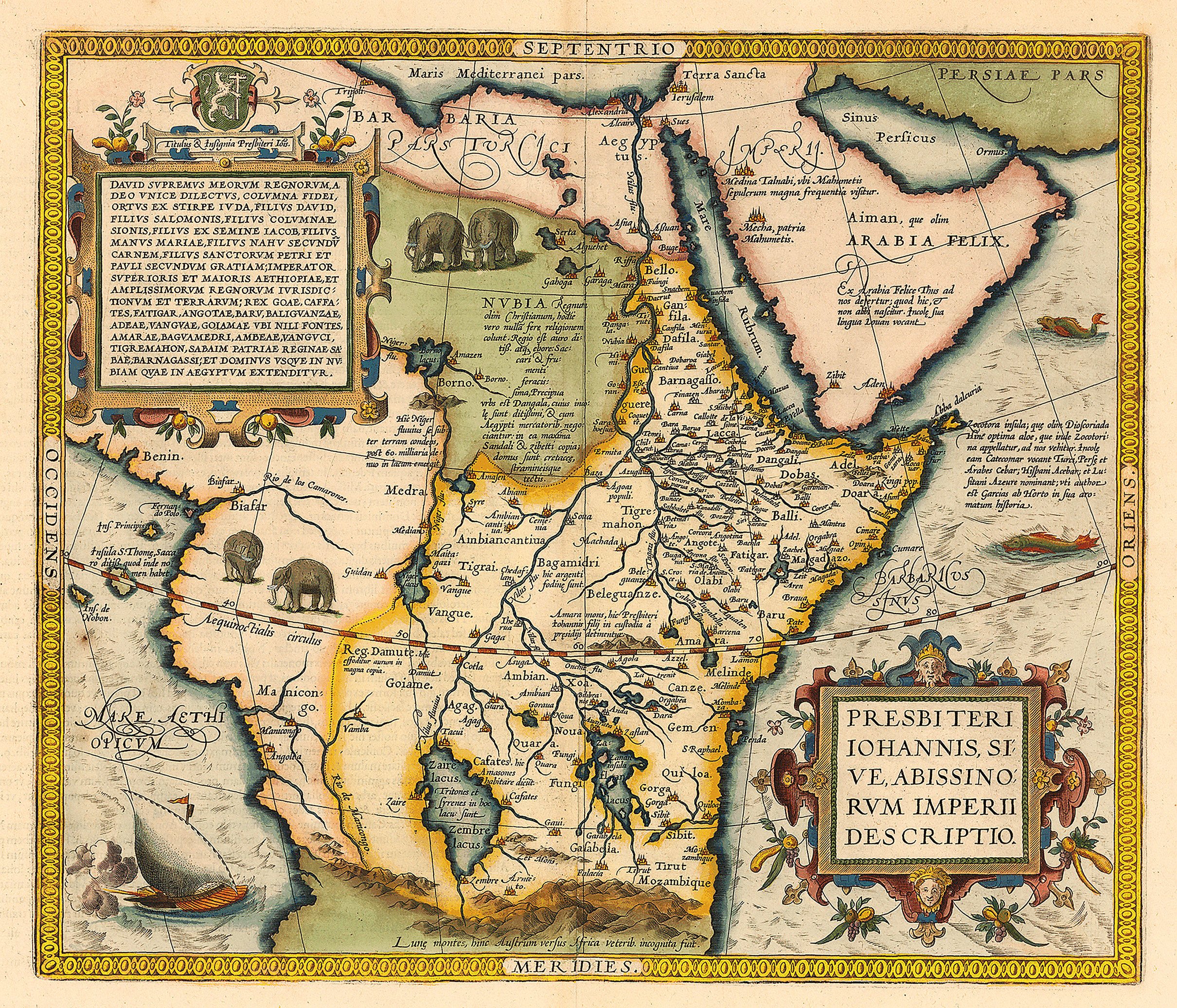
Mapa d'Etiòpia com a suposat regne del Preste Joan.

El 1481 João Afonso de Aveiro va realitzar una expedició al regne de Benín i va recollir informació sobre un quasi llegendari príncep Ogané. El regne es trobava molt més a orient que l'actual Benín. Aquest príncep era cristià i gaudia de gran veneració i poder. Es deia a Benín que aquest regne distava d'allí 20 llunes de camí o segons el relat de Juan de Barros corresponia a 250 llegües.
El 1486 Bartolomeu Dias va iniciar l'expedició que va aconseguir culminar amb èxit el projecte iniciat per Enric el Navegant, en aconseguir arribar a l'extrem sud d'Àfrica i doblar el Cap de Bona Esperança, que obria la porta a una futura connexió marítima entre Europa i l'Índia. L'expedició va servir també per reconèixer gran part de la costa occidental d'Àfrica, però no va aconseguir contactar amb el mític regne del Preste Joan, que se suposava regnava en un territori d'orient i podria ajudar els cristians en les seves exploracions i lluites contra els musulmans.
Animat per aquestes notícies obtingudes a Benín, Joan II va enviar el 1487 a fra Antoni de Pàdua i Pedro de Montarroio perquè obtinguessin d'Orient noves informacions que poguessin localitzar el Preste Joan, al qual semblaven correspondre les descripcions que li arribaven del príncep d'Ogané. Però aquests exploradors no van aconseguir passar de Jerusalem, ja que ambdós desconeixien l'àrab i per por van decidir tornar a Portugal.
Malgrat això els coneixements que es tenien sobre Orient eren molt difusos i generalment plens d'històries fantàstiques. Era necessari el coneixement del mercat oriental de les espècies i un contacte directe amb els països d'origen per la qual cosa, amb molta cura i secret, va preparar una nova expedició en què van participar dos homes de la confiança del rei i coneixedors de l'àrab, Afonso de Paiva, de Castelo Branco, i Pêro da Covilhã o Covilhao. Aquests van emprendre el seu camí via València, Barcelona, Nàpols,  Rodes, Alexandria, el Caire i el golf d'Aden, fent-se passar per comerciants de mel per intentar passar inadvertits davant els comerciants àrabs i venecians. A partir d'aquí es van separar seguint camins diferents. Alfonso de Paiva va seguir cap a Etiòpia, encara que va fracassar en el seu intent i va morir durant el viatge, mentre que Pêro da Covilhã es va dirigir a l'Índia via Ormuz. Aquest va tenir més sort i després d'arribar a l'Índia es va dirigir a Etiòpia on finalment va morir. Tot i que cap dels dos exploradors va tornar les informacions subministrades per Covilhã a Joan II van servir de base per preparar l'expedició posterior via marítima.
El pla de viatge havia d'assegurar la ruta, per la qual cosa feia necessari instal·lar factories i construir fortaleses al llarg de tot el camí. El capità de la missió havia de ser capaç no només de dominar els elements i comandar l'expedició al mar, sinó també d'establir relacions diplomàtiques amb els monarques dels regnes que es trobés pel camí.
No seria durant el regnat de Joan II que tenia una forta oposició de la cort quan s'iniciés l'expedició, sinó durant el del seu successor Manuel I, qui no participava de l'opinió general i creia que l'expedició era una bona oportunitat per dominar el comerç amb Orient.

## La flota
| Nau                | Capità         | Pilot            | Mestre          | Escriba         |
| ------------------ | -------------- | ---------------- | --------------- | --------------- |
| São Gabriel        | Vasco da Gama  | Pêro de Alenquer | Gonçalo Álvares | Diogo Dias      |
| São Rafael         | Paulo da Gama  | João de Coimbra  | —               | João de Sá      |
| Bérrio             | Nicolau Coelho | Pêro Escobar     | —               | Álvaro de Braga |
| Nau de manteniment | Gonçalo Nunes  |                  |                 |                 |

El viatge cap a l'Índia va ser realitzat per tres naus i una nau de proveïment o manteniment. En cadascuna de les tres naus viatjava un capità i un pilot, mentre que la nau d'abastament només tenia un capità. En dues de les naus també viatjaven sengles escribes i en la nau capitana un mestre.
Entre la tripulació hi havia els intèrprets Fernão Martins i Martim Afonso de Sousa, i dos frares, João Figueira i Pêro da Covilhã. La tripulació ascendia a un total de 170 homes, alguns dels quals eren proscrits que havien de quedar-se a l'Índia i tractar de generar un vincle amb els portuguesos que havien d'arribar més endavant. Durant la primera part del viatge els va acompanyar Bartolomeu Dias, que es va quedar a la colònia de Sāo Jorge da Mina.
Els mariners disposaven de cartes nàutiques, en les quals hi havia marcada tota la costa africana coneguda fins llavors, quadrants, astrolabis de diverses mides, regles i taules amb càlculs (com les taules astronòmiques d'Abraham Zacut) i brúixoles. Un dels vaixells portava sols subministraments per a tres anys: galetes, fesols, carn seca, vi, farina, oli, salmorres… Estava previst reabastir-se contínuament al llarg de la costa africana.

## El viatge

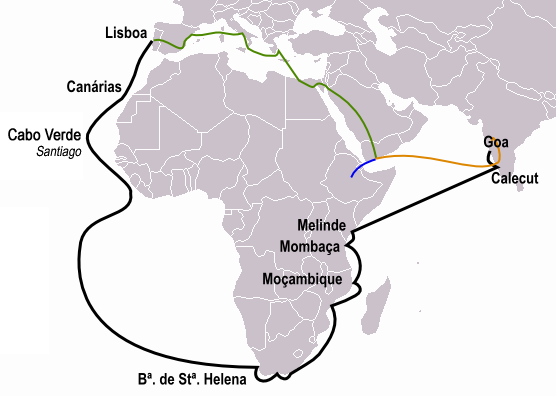
Ruta seguida per l'expedició, en negre. També es pot veure el camí seguit per Pêro da Covilhã, en taronja, separat d'Afonso de Paiva, en blau, després del seu viatge conjunt, en verd.

L'expedició es va iniciar el 8 juliol de 1497. La navegació entre Lisboa i Cap Verd seguia la ruta habitual i a partir d'aquell punt la ruta es va desviar mar endins durant dos mesos seguint les recomanacions de Dias. Durant aquesta expedició es van prendre mesures de les latituds a través de l'observació del Sol, tal com explica João de Barros.
Els diaris de bord de les naus relaten moltes experiències inèdites. La tripulació va trobar una rica varietat de fauna i flora. El 7 de novembre van atracar per abastir-se i reparar els vaixells en una badia que van anomenar Santa Helena, unes 30 llegües del Cap de Bona Esperança, on van mantenir contacte amb tribus que menjaven ossos marins, balenes, carn de gasela i arrels de plantes, anaven vestits amb pells i les seves armes eren simples llances de fusta o banyes d'animals. El 22 de novembre van doblar el Cap de Bona Esperança i posteriorment van descarregar i incendiar el vaixell de proveïment. Abans del 16 de desembre l'expedició ja havia sobrepassat el riu Blanc a Sud-àfrica, on Bartolomeu Dias va fer mitja volta. El 25 de desembre van vorejar unes terres que van rebre el nom de Natal per ser aquell dia Nadal, i el 2 de març la flota arribava a Moçambic, on van explorar la costa amb deteniment. Durant aquesta etapa del viatge Vasco da Gama havia hagut de suportar forts temporals i sufocar una rebel·lió de la tripulació, la qual començava a patir els efectes de l'escorbut. Alhora van haver de proveir-se d'aigua dolça en les desembocadures de rius com el Coure i el Zambeze.
Malgrat les dificultats d'un viatge d'aquest tipus, la tripulació va mantenir l'ànim per aconseguir el seu objectiu. Durant el viatge van assaltar altres vaixells per capturar la tripulació, que posteriorment podia ser intercanviada o s'empraven per als treballs més durs i perillosos. Així, el sultà de Moçambic va proporcionar un pilot per guiar l'expedició per les costes orientals d'Àfrica, però en realitat es tractava d'un parany, ja que tenia com a missió lliurar les naus als governants àrabs de Mombasa. Una casualitat va fer descobrir l'emboscada i Vasco da Gama va poder continuar fins a Malindi, on el rei li va subministrar un pilot àrab, Ahmad Bin Majad, coneixedor del règim dels monsons i de l'oceà Índic, al qual van endinsar-se el 25 d'abril.
Se sap per Damião de Góis que durant el viatge van ser col·locats cinc padrões (espècie de pal amb els emblemes de Portugal): São Rafael, al riu dos Bons Sinais; São Jorge, a Moçambic; Sant Espírito, a Malindi; Santa Maria, a les illes Laquedives; i São Gabriel, a Calicut. Aquests monuments estaven destinats a afirmar la sobirania portuguesa sobre aquests llocs i que altres exploradors no prenguessin aquestes terres descobertes per ells.

## L'arribada a l'Índia

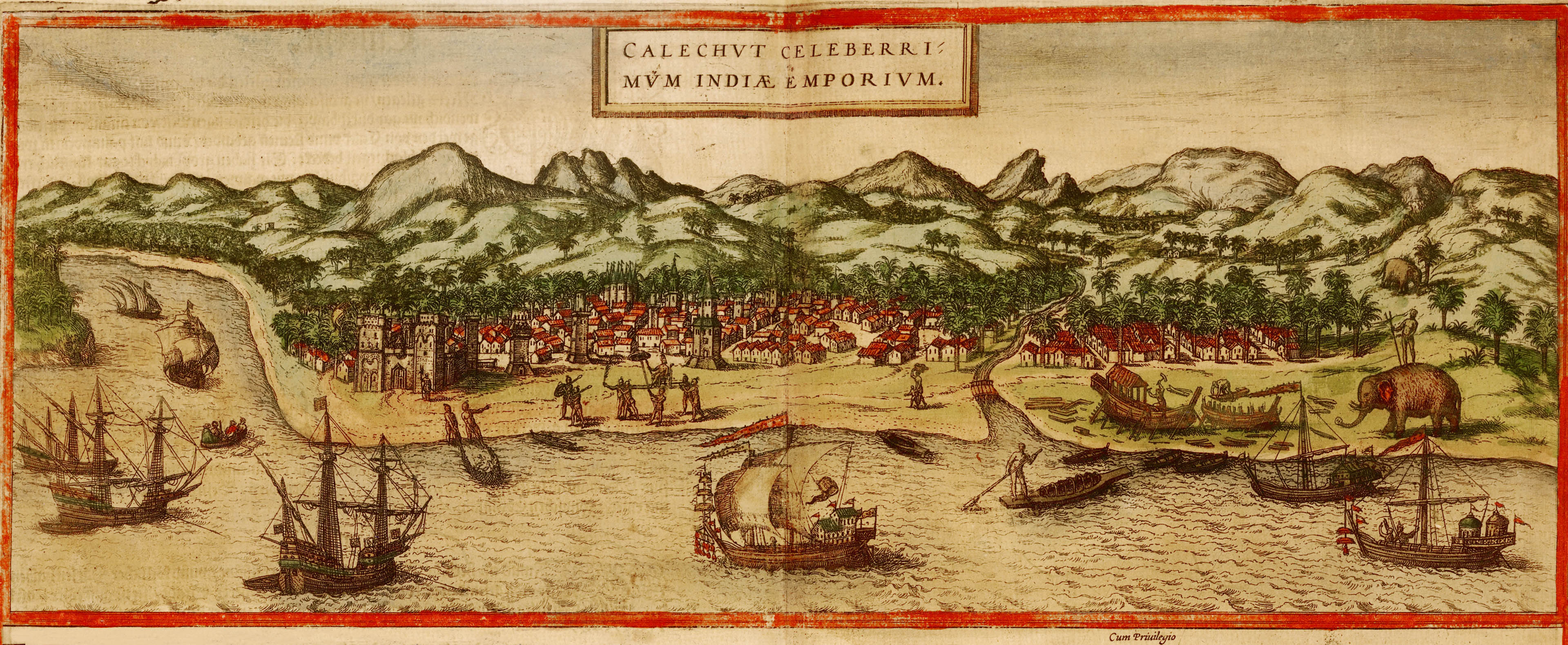
Representació de Calicut el 1572.

El 20 de maig de 1498 arribava a la costa Malabar (sud-oest de l'Índia) l'expedició. L'entrada a Calicut va patir alguna complicació, sobretot per l'oposició dels mercaders àrabs que desitjaven mantenir els europeus apartats del mercat de les espècies per controlar el seu monopoli a l'Índia, tot posant en contra dels portuguesos a la població i el samorim de Calicut. Posteriorment hagueren de repel·lir dos atacs en alta mar. La perseverança de Vasco da Gama va aconseguir que s'iniciessin converses entre ell i el Samutiri Manavikraman Rajà, samorim de Calicut.
Vasco da Gama esperava haver trobat als cristians que habitaven a l'Índia i que se suposava eren molt nombrosos, ja que segons la tradició cristiana havien estat evangelitzats per Sant Tomàs. De fet per a l'entrevista amb el rajà, Vasco va ser conduït a un temple hindú que va confondre amb una església cristiana.

## El retorn
El 12 de juliol de 1499, més de dos anys després d'iniciar-se l'expedició, va entrar la caravel·la Berrio a l'estuari del riu Tajo, comandada per Nicolau Coelho, amb la notícia esperada que els portuguesos havien aconseguit arribar a l'Índia per mar. Vasco da Gama s'havia quedat enrere a l'Illa Terceira, a les Açores, per quedar-se amb el seu germà Paulo que havia emmalaltit greument fins a morir. Fou enterrat a l'illa i Vasco va renunciar als festejos i felicitacions per la notícia.
De les naus que van prendre part en l'expedició només en van tornar dues, ja que la São Rafael havia estat cremada per la impossibilitat de maniobrar-la, ja que bona part de la tripulació havia mort fruit de malalties com l'escorbut i sols 55 dels 148 homes que integraven la flota van sobreviure a ella.
Vasco da Gama arribà finalment a Portugal el 29 d'agost, sent rebut pel mateix rei Manuel I amb l'alegria que mereixia, atorgant-li el títol d'Almirall major de les Índies i l'oceà Índic i una renda de tres-cents mil reals que podria llegar als fills que tingués. Va rebre, conjuntament amb els seus germans, el títol de Don. A Nicolau Coelho se'l va fer hidalgo, així com a tots els altres, d'acord amb els serveis que havien prestat.
Manuel I es va apressar a donar la notícia als reis d'Espanya, en una mostra d'orgull pel fet i per avisar que les rutes serien explorades per la Corona Portuguesa.

## Cronologia del viatge

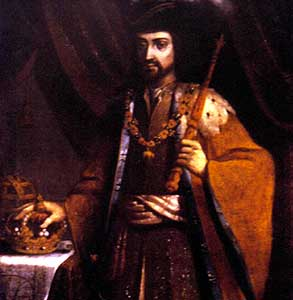
Manuel I de Portugal sota el regnat del qual es va realitzar l'expedició.

### L'anada
| Escala                                      | Partida  | Arribada | Dies     | Dies     |
| Escala                                      | Partida  | Arribada | Viatjant | Ancorats |
| ------------------------------------------- | -------- | -------- | -------- | -------- |
| 1497                                        | 1497     | 1497     | 1497     | 1497     |
| Lisboa/Santiago (Cap Verd)                  | 8 jul.   | 27 jul.  | 19       | -        |
| Santiago/Badia de Santa Helena              | 3 ago.   | 7 nov.   | 96       | -        |
| Badia de Santa Helena                       |          |          |          | 9        |
| Badia de Santa Helena/Cap de Bona Esperança | 16 nov.  | 22 nov.  | 6        | -        |
| Cap de Bona Esperança/São Brás              | 22 nov.  | 25 nov.  | 3        | -        |
| Badia de São Brás                           |          |          |          | 13       |
| S. Brás/Ponta da Pescaria                   | 8 des.   | 28 des.  | 20       | -        |
| Ponta da Pescaria/Riu del Coure             | 28 des.  | 11 gen.  | 14       | -        |
| Riu del Coure                               |          |          |          | 5        |
| 1498                                        | 1498     | 1498     | 1498     | 1498     |
| Riu del Coure/Riu dos Bons Sinais           | 16 gen.  | 25 gen.  | 9        | -        |
| Riu dos Bons Sinais                         |          |          |          | 30       |
| Riu dos Bons Sinais/Moçambic                | 24 feb.  | 2 març   | 6        | -        |
| Moçambic                                    |          |          |          | 27       |
| Moçambic/São Rafael                         | 29 març  | 5 abril  | 7        | -        |
| Baixos de São Rafael                        |          |          |          | 2        |
| São Rafael/Mombasa                          | 7 abril  | 7 abril  | hores    | -        |
| Mombasa                                     |          |          |          | 6        |
| Mombasa/Malindi                             | 13 abril | 14 abril | 1        | -        |
| Malindi/Calicut                             | 24 abril | 20 maig  | 2-6      | 10       |
| Total: 309 dies                             |          |          |          |          |

### La tornada

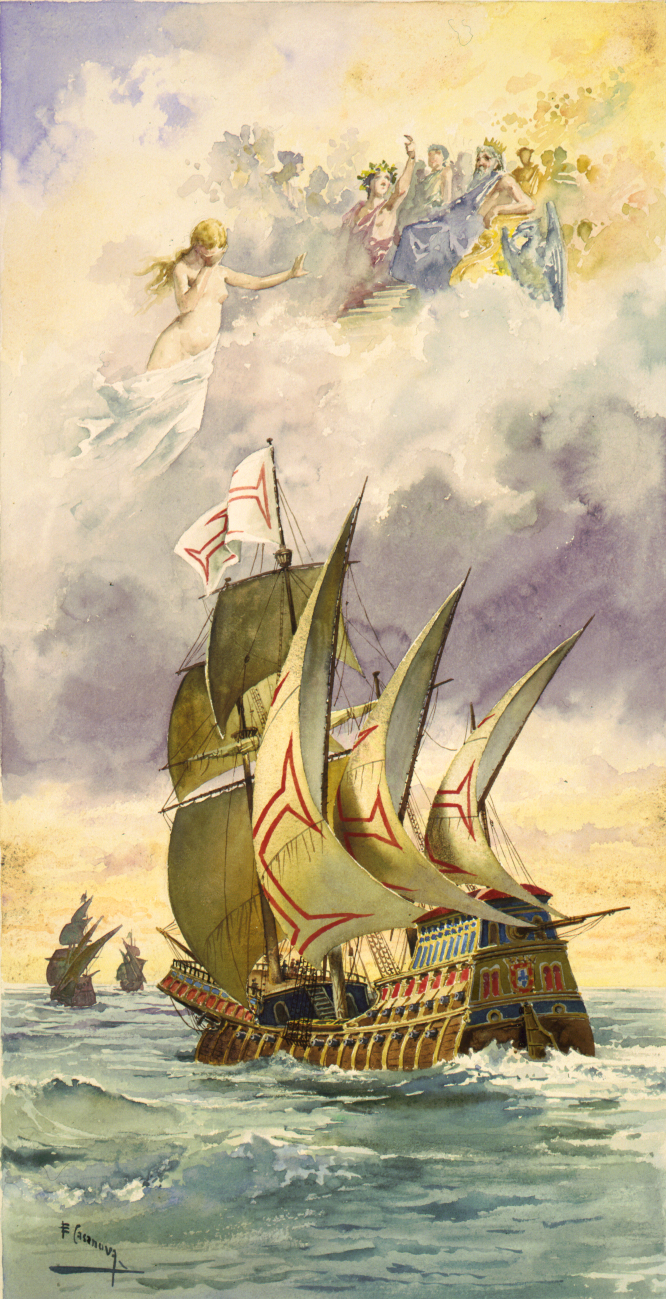
Vaixell de Vasco da Gama.

| Escala                                    | Partida  | Arribada | Dies     | Dies     |
| Escala                                    | Partida  | Arribada | Viatjant | Ancorats |
| ----------------------------------------- | -------- | -------- | -------- | -------- |
| 1498                                      | 1498     | 1498     | 1498     | 1498     |
| Calicut/Illes de Santa Maria (Laquedives) | 19 ago.  | 15 set.  | 17       | -        |
| Illes de Santa Maria                      |          |          |          | hores    |
| Illes de Santa Maria/Angediva             | 15 set.  | 20 set.  | 5        | -        |
| Angediva                                  |          |          |          | 15       |
| Angediva/Malindi                          | 5 oct.   | 7 gen.   | 94       | -        |
| Malindi                                   |          |          |          | 4        |
| 1499                                      | 1499     | 1499     | 1499     | 1499     |
| Malindi/São Rafael                        | 11 gen.  | 13 gen.  | 2        | -        |
| São Rafael                                |          |          |          | 14       |
| São Rafael/São Jorge (Moçambic)           | 27 gen.  | 2 feb.   | 5        | -        |
| São Jorge                                 |          |          |          | 1        |
| São Jorge/São Brás                        | 1 feb.   | 3 març   | 29       | -        |
| São Brás                                  |          |          |          | 9        |
| São Brás/Cap de Bona Esperança            | 12 març  | 20 març  | 8        | -        |
| Cap de Bona Esperança/Riu Gran            | 20 març  | 25 abril | 36       | -        |
| Riu Gran/Lisboa                           | 25 abril | 10 juny  | 76       | -        |
| Total: 315 dies                           |          |          |          |          |

## Conseqüències
Les conseqüències d'aquest descobriment van ser de vital importància a l'època, ja que mostraven una ruta per al comerç de les espècies i altres productes d'Orient sense haver de dependre del pas per les terres hostils de l'Imperi Otomà o del Nord d'Àfrica. El descobriment i el posterior comerç regular amb l'Índia, al costat del descobriment d'Amèrica, va provocar una revolució econòmica que va beneficiar en primer lloc als portuguesos que van convertir Lisboa en un centre de comerç de primer ordre i en el principal mercat de les espècies, a més de traslladar el centre de poder del Mediterrani a l'Atlàntic, cosa que va portar a la decadència de les ciutats comercials italianes i l'abandó d'Egipte com a pas de les mercaderies que arribaven a Europa.
El control de la ruta va permetre a Portugal l'establiment de nombrosos llocs comercials, factories i fortaleses al llarg de tot el recorregut, permetent-li ampliar el seu imperi de forma considerable. A més va poder controlar el comerç no només amb l'Índia, sinó també amb el sud-est asiàtic, Xina i Japó. En el seu moment de major poder Portugal controlava tot l'oceà Índic.
Les observacions fetes durant la travessia van tenir la seva repercussió en el posterior descobriment del Brasil per part de Pedro Álvares Cabral, ja que va ser descobert en un viatge posterior a l'Índia i Cabral va prendre en consideració les paraules de Vasco da Gama afirmant que havia vist aus volant cap a l'oest durant la seva travessia per l'Atlàntic.